# Jezioro Dymaczewskie
Jezioro Dymaczewskie (pol. hist. Będlewskie) – jezioro w woj. wielkopolskim, w pow. poznańskim, w gminach Mosina i Stęszew, leżące na terenie Wysoczyzny Grodziskiej.

## Charakterystyka
Jest to jezioro rynnowe położone na Pojezierzu Poznańskim w obrębie Wielkopolskiego Parku Narodowego. Linia brzegowa jest dobrze rozwinięta. Wysokie brzegi po stronie wschodniej porastają lasy. Przy południowym krańcu znajdują się wsie Dymaczewo Stare (na południowo-wschodnim) i Dymaczewo Nowe (na południowo-zachodnim). Nad północnym brzegiem jeziora znajduje się wieś Łódź. Przez Jezioro Dymaczewskie przepływa Samica Stęszewska.

## Dane morfometryczne
Powierzchnia zwierciadła wody według różnych źródeł wynosi od 119,6 ha do 121,0 ha.
Zwierciadło wody położone jest na wysokości 64,0 m n.p.m. lub 64,7 m n.p.m. Średnia głębokość jeziora wynosi 5,3 m, natomiast głębokość maksymalna 12,0 m. Długość linii brzegowej to 8050 m.
W oparciu o badania przeprowadzone w 2005 roku wody jeziora zaliczono do wód pozaklasowych i III kategorii podatności na degradację.

## Hydronimia
Według urzędowego spisu opracowanego przez Komisję Nazw Miejscowości i Obiektów Fizjograficznych (KNMiOF) nazwa tego jeziora to Jezioro Dymaczewskie. W różnych publikacjach i na mapach topograficznych jezioro to występuje pod nazwami Łódzko-Dymaczewskie lub Łódzkie – w odniesieniu do północnej zatoki jeziora.

## Historia
Jezioro po raz pierwszy wspomniane zostało już w XIV wieku. Należało ono do lokalnej szlachty polskiej, która wykorzystywała je do połowu ryb oraz pojenia bydła. W 1397 odnotowano je po łacinie jako „lacus”, czyli po prostu jako „jezioro”, w podziale majątku pomiędzy braćmi Wawrzyńcem z Będlewa który otrzymał jezioro Dymaczewskie, a jego bratem Janem z Łodzi. W 1401 wspomniano go ponownie kiedy prowadził spór graniczny z Adamem z Dymoczewa i uzyskał Strugę Wielką oraz jezioro, a Adam otrzymał Strugę Małą, która wypływała z jeziora. W latach 1404–1405 odnotowano go także w sporze z Adamem Dymoczewskim oraz jego bratem Janem z powodu użytkowania jeziora Dymaczewskiego do pławienia bydła przez Dymoczewskich.
W 1451 jezioro zostało odnotowane po łacinie jako „Badlyeviensis lacus” czyli jezioro Będlewskie. Dokument określał prawa własności wobec okolicznych terenów. Dziedzice z Łodzi mieli prawo korzystać z łąk nad jeziorem Będlewskim oraz mogli oczyścić rzekę Samicę na krańcu jeziora dla poprawy pracy młyna wodnego stojącego we wsi Łódź. W latach 1482–1486 Sędziwój Będlewski sprzedał jezioro w trzech transakcjach z zastrzeżeniem prawa odkupu: w 1482 połowę jeziora w Będlewie za 50 grzywien Andrzejowi Włochowi Łódzkiemu, a później jeszcze raz za 50 złotych węgierskich kasztelanowi santockiemu Sędziwojowi Czarnkowskiemu. W 1486 ponownie sprzedał on połowę jeziora w Będlewie za 40 złotych węgierskich Andrzejowi Włochowi Łódzkiemu.

## Przyroda
W 1997 przeprowadzono badania, w trakcie których ustalono, że w strukturze odłowów wędkarskich w akwenie dominują płoć, okoń, sandacz i szczupak. Poza tym spotykany był karp, leszcz, wzdręga, ukleja oraz węgorz. 29% odławianych ryb stanowiły drapieżniki.

## Turystyka
Wzdłuż wschodniej strony Jeziora Dymaczewskiego przebiega  szlak turystyczny Trzebaw Rosnówko – Dymaczewo Stare. Przez jezioro wiedzie szlak kajakowy Samicą Stęszewską (od Grzebieniska do Rogalinka).
W Łodzi mieści się schronisko koła PZW Poznań Grunwald.